# Potamophylax rotundipennis
Potamophylax rotundipennis là một loài Trichoptera trong họ Limnephilidae. Chúng phân bố ở miền Cổ bắc.